# 陈云 (1976年)
陈云（1976年12月—），男，汉族，江西南昌人，中国共产党党员，中华人民共和国政治人物。曾任江西省上饶市市长。现任江西省上饶市委书记。